# QBZ-95
Il QBZ-95 (in cinese: 95式自動步槍; pinyin: 95 Shì Zìdòng Bùqiāng; letteralmente: "Tipo 95 fucile automatico") o Tipo 95 è un fucile d'assalto bullpup prodotto dalla Norinco a partire dal 1995.
È il fucile d'ordinanza utilizzato dall'Esercito Popolare di Liberazione e da altre forze della Repubblica popolare cinese.

## Descrizione
Quest'arma utilizza un nuovo tipo di munizione di origine cinese, il DBP87 5.8 × 42 millimetri. Il QBZ-95 è costituito da un sistema di fuoco modulare usando un design comune.
Questa famiglia include una variante carabina, un fucile standard e una mitragliatrice di supporto leggera.